# Park Hyun-yong
Park Hyun-yong (6 aprile 1964) è un ex calciatore sudcoreano, di ruolo centrocampista.

## Carriera

### Club
Tra il 1987 ed il 1985 con la maglia dei Busan IPark ha totalizzato 198 presenze e 17 reti nella prima divisione sudcoreana, che ha vinto nel 1987 e nel 1991.

### Nazionale
Nel 1992 ha giocato 3 partite e realizzato una rete in nazionale, tutte in un torneo amichevole.

## Palmarès

### Club

#### Competizioni nazionali
- Campionato sudcoreano: 2

Daewoo Royals: 1987, 1991